# Giovanni Lombardo Radice
Giovanni Lombardo Radice (Roma, 23 de septiembre de 1954-Roma, 27 de abril de 2023), también conocido como John Morghen, fue un actor italiano reconocido por aparecer en varias películas de terror en las décadas de 1980 y 1990.

## Carrera
Lombardo Radice comenzó su carrera en el teatro antes de protagonizar The House on the Edge of the Park de Ruggero Deodato. En la década de 1980 apareció en muchas películas italianas de culto, como Cannibal Apocalypse (1980), Cannibal Ferox (1981), La ciudad de los muertos vivientes (1980), Deliria (1987) y La chiesa (1989). En varias entrevistas ha declarado que desearía no haber interpretado nunca a Mike Logan en el filme Cannibal Ferox, criticando la película por ser tanto fascista como racista y repudiando las escenas de abuso animal.
Aunque su presencia empezó a ser menos común en el cine italiano en las últimas décadas, registró apariciones en películas como La profecía (2006), The Hideout (2007) y The Reverend (2011).
Falleció el 27 de abril de 2023 en Roma a los 68 años, un día después que su compañero de elenco en Cannibal Apocalypse, Ramiro Oliveros.

## Filmografía

### Cine
- The House on the Edge of the Park (1980)
- Cannibal Apocalypse (1980)
- City of the Living Dead (1980)
- Cannibal Ferox (1981)
- Deadly Impact (1984)
- Deliria (1987)
- Phantom of Death (1988)
- La chiesa (1989)
- The Devil's Daughter (1991)
- Ricky & Barabba (1992)
- Padre Pio: Between Heaven and Earth (2000)
- The Soul Keeper (2002)
- Gangs of New York (2002)
- The Omen (2006)
- The Hideout (2007)
- A Day of Violence (2010)
- The Reverend (2011)
- Violent Shit: The Movie (2015)